# Manuela (cantante)

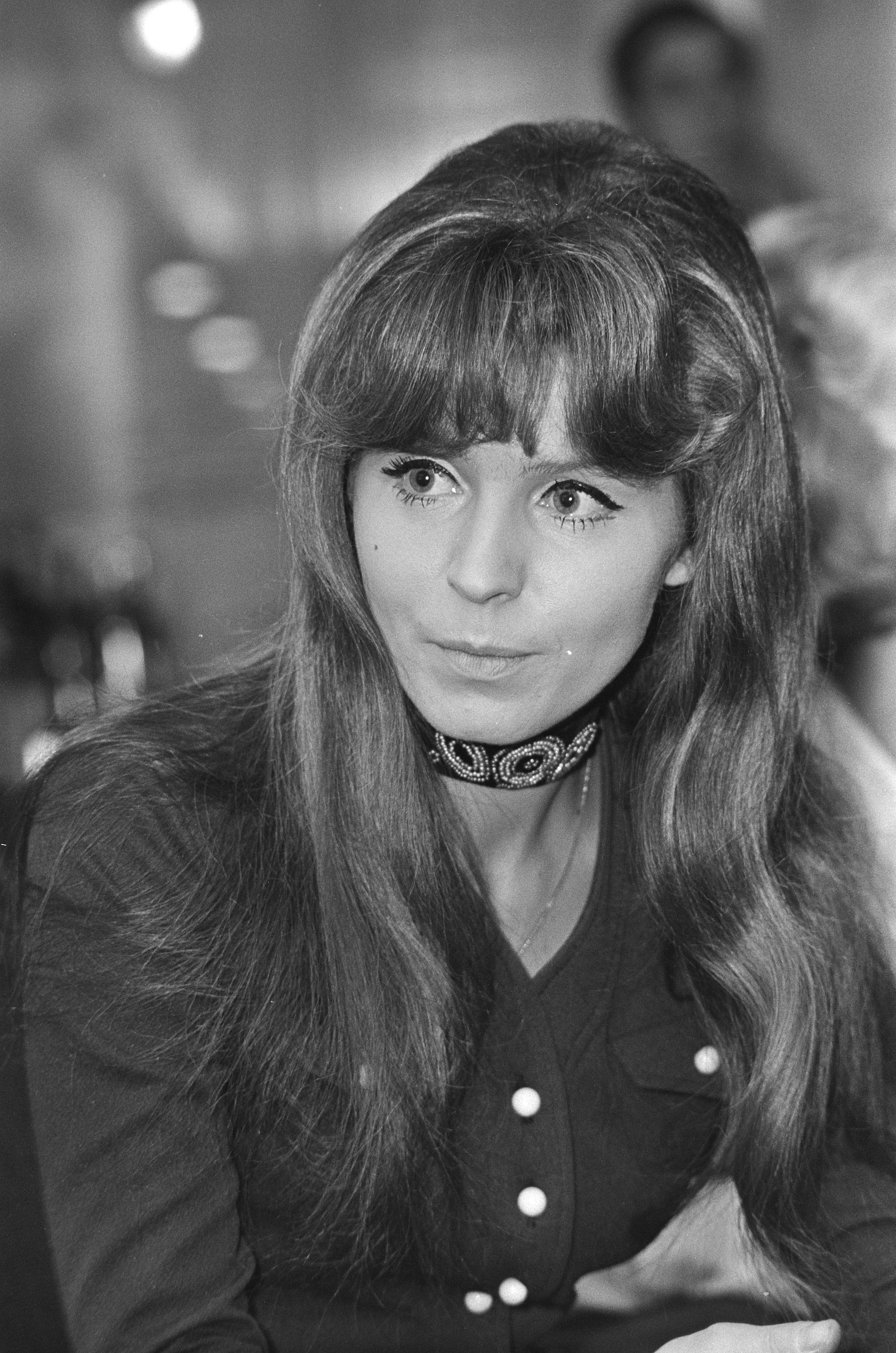
Manuela (1971)

Manuela (18 de agosto de 1943 en Berlín - 13 de febrero de 2001 ibídem) fue el seudónimo artístico de Doris Inge Wegener, cantante alemana de música tradicional, internacional e infantil, muy reconocida en Alemania y entre la juventud en la década de 1960.

## Síntesis biográfica
Doris Wegener creció en una familia modesta de ocho miembros en el barrio de Wedding, Gesundbrunnen, en Berlín-Mitte. Luego de completar la escuela elemental comenzó a trabajar como soldadora en AEG. Fue descubierta por el representante de músicos Peter Meisel a principios de 1960 cuando cantaba como aficionada en Ufer-Eck, un pub de Wedding por quince marcos la hora. Meisel fundaría en 1964 la discográfica Hansa Records junto al compositor Christian Bruhn. Meisel preparó con su nueva cantante dos temas, Morgen wird meine Hochzeit sein (Mañana será mi boda) y Drei weiße Rosen (tres rosas blancas) , aunque ninguna de estas grabaciones se publicó. 
Poco después Doris Wegener ganó un concurso de talentos en Ariola Records, donde apareció su primer single: Hula-Serenade y Candy, con música de Christian Bruhn y letra de Georg Buschor, del que solo vendió 6 000 discos. Mayor éxito alcanzó en 1963 con Polydor Records como cantante principal de la banda de señoritas Tahiti-Tamourés todavía perteneciente a Charlotte Marian y Monika Grimm) con el tema Wini Wini.
Buscando consolidar su carrera de solista, Manuela y su productor se mudaron a Teldec. Con «La culpa es de la Bossa Nova» (Schuld war nur der Bossa Nova), versión en alemán de Blame It on the Bossa Nova lanzado en 1963 por Eydie Gormé, alcanzó la lista de primeros puestos en ventas de Alemania de ese año, comenzando una carrera de más de veinte millones de discos vendidos. 
Grabó programas de televisión, y en 1963 su primera película, de producción austríaca, Im singenden Rößl am Königssee, con Waltraud Haas, Trude Herr y Peter Hinnen entre otros.
Falleció a los 57 años de edad, víctima de un cáncer de paladar.

## Filmografía
- 1963: Im singenden Rößl am Königssee
- 1971: Zwanzig Mädchen und die Pauker: Heute steht die Penne kopf
- 1992: Schuld war nur der Bossa Nova (Serie para TV)

## Discografía

### Singles/EP
- 1962 Hula-Serenade
- 1963 Schuld war nur der Bossa Nova
- 1963 Ich geh noch zur Schule
- 1963 Mama, ich sag' dir was
- 1963 Hey, Manuela EP
- 1964 Mama (EP Spanien)
- 1964 Schwimmen lernt man im See (Cover-Version de: Just So Bobby Can See por Diane Ray)
- 1964 Horch, was kommt von draußen rein (de la canción en inglés: There Goes Charly)
- 1964 Schneemann
- 1964 Manuela (Spanien)
- 1964 Schwimmen lernt man im See (EP)
- 1965 Küsse unterm Regenbogen
- 1965 Love and Kisses
- 1965 The Nitty Gritty
- 1965 Things Are So Different (Portugués)
- 1966 Es ist zum Weinen
- 1966 Dumme sterben niemals aus
- 1966 Spotlight on Manuela (Holandés)
- 1966 Die goldene Zeit (con Drafi Deutscher)
- 1967 Lord Leicester aus Manchester
- 1967 Monsieur Dupont
- 1967 Wenn es Nacht wird in Harlem (Cover-Version de: When a Man Loves a Woman por Percy Sledge)
- 1968 Guantanamera
- 1968 Stille Nacht Heilige Nacht
- 1968 Que-Sara
- 1968 Señor Gonzales
- 1968 Bobby
- 1969 Wenn du liebst/Jingle Jangle (Cover-Version homónima)
- 1969 Helicopter U.S. Navy 66
- 1966 Manuela macht Mode mit Musik
- 1970 Alles und noch viel mehr (Cover-Version de: All Kinds of Everything por Dana)
- 1970 ABC
- 1970 Verliebt in Amsterdam
- 1970 Daddy (Cover-Version de: Grandad por Clive Dunn)
- 1970 It Takes a Lot of Tenderness
- 1971 Monky Monkey (USA)
- 1971 I Hear Those Church Bells Ringing
- 1971 Der schwarze Mann auf dem Dach (Cover-Version de: Jack in the Box por Clodagh Rodgers)
- 1971 Prost, Onkel Albert
- 1972 Es lebe das Geburtstagskind
- 1972 Ich hab' mich verliebt in dich
- 1972 Gitarren-Boy
- 1973 Etwas in mir wurde traurig (Cover-Version de: Killing Me Softly with His Song por Lori Lieberman y Roberta Flack)
- 1973 Da sagen sich die Füchse gute Nacht
- 1973 Komm wieder
- 1973 Was hast du gemacht
- 1973 Ich war noch nie so glücklich
- 1973 Hey Look at Me Now
- 1973 You Are My Music (EE. UU.)
- 1974 Gestohlene Orangen
- 1974 Ich möcht gern dein Herz Klopfen hör'n
- 1974 Twingel Dingel Dee
- 1974 Boing,Boing die Liebe
- 1975 Was hast du gemacht
- 1975 Fudschijama-Hama-Kimono
- 1975 Ein schöner Tag mit viel Musik
- 1980 Doch mein Herz bleibt immer in Athen
- 1980 I Believe in the USA
- 1980 You Are My Sunshine
- 1980 Was soll ein Bayer in der Hitparade (con Sepp Haslinger)
- 1980 Friede auf Erden
- 1981 It's Hard to Explain
- 1984 Und der Wind
- 1984 Ich bin wieder da
- 1985 Rhodos bei Nacht
- 1986 Auf den Stufen zur Akropolis
- 1987 Ewiges Feuer
- 1988 Oh, Mandolino
- 1990 Heimatland
- 1990 Für immer (Cover-Version de: You Got It con Roy Orbison)
- 1990 When a Man Loves a Woman
- 1991 Friede auf Erden
- 1991 Freiheit ohne Glück (Manuela und Cantus)

### Álbumes (LP/CD)
- 1963 Manuela!
- 1965 Die großen Erfolge
- 1966 Manuela & Drafi
- 1968 Rund um die Welt
- 1968 Manuela - Manuela - Manuela (EEUU)
- 1968 Star-Boutique Manuela. Die großen Erfolge 2
- 1968 Die großen Erfolge 3
- 1969 Weihnachten wie wir es lieben (con el coro de niños de Schöneberger)
- 1970 Die großen Erfolge. Made in Germany & USA
- 1970 Lieder aus dem Märchenland (con el coro de niños de Schöneberger)
- 1971 Songs of Love – Manuela in USA
- 1972 Wenn du in meinen Träumen bei mir bist
- 1972 Portrait in Musik
- 1973 Manuela in Las Vegas
- 1973 Die Liebe hat tausend Namen
- 1973 Ich war noch nie so glücklich
- 1980 I Want to Be a Cowboy's Sweethart
- 1980 Manuela - The golden Hits
- 1980 Manuela singt Manuela
- 1980 Manuela ein musikalisches Porträt
- 1980 Manuela 80
- 1984 Ich bin wieder da
- 1988 Goldene Hits - Das Jubiläumsalbum
- 1988 Ein schöner Tag mit viel Musik
- 1988 Olé Mallorca und 14 goldene Hits
- 1989 Manuela - Ihre größten Erfolge
- 1991 Sehnsucht nach der Heimat
- 1992 Jive Manuela - Die Original Schlager-Tanz-Party
- 1993 Wenn ich erst wieder Boden spür'
- 1993 St. Vincent
- 1994 Die größten Erfolge – Neuaufnahmen
- 1995 ...für den Frieden - gegen den Krieg
- 1997 Schuld war nur der Bossa Nova (Sonia)
- 1999 Manuela das Beste – Die Originalhits 1963–1972
- 2001 Hey Look at Me Now
- 2001 Dich vergessen kann ich nie
- 2001 Golden Stars - The Best of Manuela
- 2001 Schuld war nur der Bossa Nova (3 CD con los principales éxitos de Manuela)
- 2003 Alles und noch viel mehr...
- 2003 Schuld war nur der Bossa Nova
- 2003 Portrait Manuela (Serie dorada)
- 2004 Das Beste von Manuela
- 2005 Manuela. Die Liebe hat tausend Namen
- 2007 Manuela Erinnerungen
- 2008 Wenn Augen sprechen
- 2010 Manuela Special Edition
- 2011 Weißt du´s noch
- 2011 Schuld war nur der Bossa Nova (CD doble)
- 2011 Schuld war nur der Bossa Nova